# La Secuita
La Secuita é um município da Espanha, na comarca do Tarragonès, província de Tarragona, comunidade autónoma da Catalunha. Tem 17,8 km² de área e em 2021 tinha 1 728 habitantes (densidade: 97,1 hab./km²). Limita com os municípios de Nulles, Renau, El Catllar, Els Pallaresos, Perafort, Els Garidells e Vallmoll.